# Stephan Talty
Stephan Talty (* 7. November 1960 in Buffalo, New York) ist ein US-amerikanischer Autor.

## Leben
Taltys Eltern stammen aus Clare, einer Grafschaft im Westen Irlands. Nach Abschluss des angesehenen Amherst College arbeitete er zunächst als Reporter für den Miami Herald, bevor er als freier Redakteur für einige Jahre nach Dublin zog. Seit 2004 veröffentlicht Talty abwechselnd Sachbücher und Romane, basierend auf zeitgeschichtlichen Ereignissen.
Sein 2010 gemeinsam mit Richard Phillips veröffentlichtes Buch A Captain's Duty war Vorlage für den Spielfilm Captain Phillips, mit Tom Hanks und Barkhad Abdi in den Hauptrollen. 2014 erschien sein Buch Operation Cowboy über die gleichnamige Operation zur Evakuierung der Lipizzanerzucht während des Zweiten Weltkrieges. Sein 2017 publiziertes Buch The Black Hand über das Leben des Polizisten Joseph Petrosino sollte im selben Jahr mit Leonardo DiCaprio in der Hauptrolle verfilmt werden; die Produktion wurde jedoch mehrfach verschoben und soll nun 2024 realisiert werden. 2023 soll Taltys Buch über den Sektenführer David Koresh erscheinen, der sich als Prophet sah und 1993 bei einer aufsehenerregenden Erstürmung seines Anwesens durch das FBI ums Leben kam.

## Veröffentlichungen

### Sachbücher
- Koresh. The True Story of David Koresh, the FBI and the Tragedy at Waco. Head of Zeus, London 2023, ISBN 978-1-80110-267-4.
- Good Assassin. How a Mossad Agent and a Band of Survivors Hunted Down the Butcher of Latvia. HMH, Boston 2020, ISBN 978-1-328-61308-0.
- Saving Bravo. The Greatest Rescue Mission in Navy Seal History. HarperCollins, New York 2018, ISBN 978-1-328-86672-1.
- The Black Hand. The Epic War Between a Brilliant Detective and the Deadliest Secret Society in American History. Mariner, Boston 2017, ISBN 978-0-544-63338-4.
- Speed Girl. Janet Guthrie and the Race That Changed Sports Forever. ADP, Seattle 2017, ohne ISBN.
- My Lost Brothers. The Untold Story by the Yarnell Hill Fire’s Lone Survivor. mit Brendan McDonough, Hachette, New York 2016, ISBN 978-0-316-30818-2.
- Under the Same Sky. From Starvation in North Korea to Salvation in America. mit Joseph Kim, HMH, Boston 2015, ISBN 978-0-544-37317-4.
- Operation Cowboy. The Secret American Mission to Save the World’s Most Beautiful Horses in the Last Days of World War II. ADP, Seattle 2014, ISBN 978-0-306-82559-0.
- The Secret Agent. In Search of America’s Greatest World War II Spy. ADP, Seattle 2014, ISBN 978-1-978690-97-4 (Der Geheimagent. Auf der Suche nach Amerikas wichtigstem Spion im Zweiten Weltkrieg. deutsch übersetzt von Barbara Wiebking, AC, München 2014, ohne ISBN).
- Agent Garbo. The Brilliant Eccentric Secret Agent Who Tricked Hitler and Saved D-Day. HMH, Boston 2012, ISBN 978-0-547-61481-6.
- Escape from the Land of Snows. The Young Dalai Lama’s Harrowing Flight to Freedom and the Making of a Spiritual Hero. Crown, New York 2011, ISBN 978-0-307-46095-0.
- A Captain’s Duty. Somali Pirates, Navy Seals, and Dangerous Days at Sea. mit Richard Phillips, Hyperion, New York 2010, ISBN 978-1-4013-2380-6 (Höllentage auf See. In den Händen von somalischen Piraten. deutsch übersetzt von Karlheinz Dürr und Norbert Juraschitz, Heyne, München 2013, ISBN 978-3-453-20062-3).
- The Illustrious Dead. The Terrifying Story of How Typhus Killed Napoleon’s Greatest Army. Crown, New York 2009, ISBN 978-0-307-39404-0.
- Empire of Blue Water. Captain Morgan’s Great Pirate Army. Crown, New York 2007, ISBN 978-0-307-23660-9.
- Mulatto America. At the Crossroads of Black and White Culture. HarperCollins, New York 2004, ISBN 0-06-095974-6.

### Romane
- Hangman. Ballantine, New York 2014, ISBN 978-0-345-53808-6.
- Black Irish. Ballantine, New York 2013, ISBN 978-0-345-53806-2.